# Ervilia asymmetrica
Ervilia asymmetrica is een tweekleppigensoort uit de familie van de Semelidae. De wetenschappelijke naam van de soort is voor het eerst geldig gepubliceerd in 2011 door Marques & Simone.